# 望月公子
望月 公子（もちづき こうし、1924年 - ）は、日本の獣医学者。東京大学名誉教授。元東京大学農学部長
。

## 略歴・人物
長野県松本市生まれ。長野県松本県ヶ丘高等学校を経て、東京大学農学部卒業。
東京大学農学部助教授、東京大学農学部教授を経て東京大学農学部学部長。退官後は日本大学農獣医学部教授を務める。
1980年（昭和55年）に「国公立大学における獣医学教育の改善を図ること」を目的に国公立大学獣医学協議会が設立されると、望月は第8回1983年（昭和58年）から第16回1985年（昭和60年）の協議会会長を務た。
この間主として「新学部教育制度に対応した大学院制度」、「獣医学教育の改善に向け、国立大学の再編整備を行なう」ことなどについての討議が行われた。
現在は東京荒川区のシルバー大学学長を務め、地域社会の生涯教育などに貢献している。2001年（平成13年）勲二等瑞宝章を受章。

### エピソード
茨城県獣医師会の松山茂氏は日本獣医師会雑誌に「日本獣医師会に女性理事の登場を期待する」と題する文章の中で、望月公子の名前に関するエピソードを次のように記している。
「かつて私は霞ヶ関に居たことがある。男女共同参画社会基本法の成立より20年も前の話だ。
当時の内閣は国の審議会委員に積極的に女性を登用すべくある策を講じた。
恐らく閣議決定を受けて当時の総理府から指示が出たものと思われるが、大臣官房から各種審議会事務局を担当する部署に積極的に女性委員を推薦するようにとの文書とともに、
この中から選べとばかり参考リストが配られた。
獣医師あるいは獣医学関連のリストを見て私は思わず吹き出したものである。
ご本人及びリストを作成した方には大変申し訳ないがもう時効と思われるのでここに紹介すると、『東京大学教授望月公子、日本獣医畜産大学教授磯田政恵……』とあったのである。
断るまでもないと思うが、両先生とも立派な男性である。特に我が恩師望月公子（コウシと読む）教授は当時農学部長もしておられた。」

## 著書
- 『獣医解剖カラーアトラス 馬の解剖』望月公子 監訳（西村書店）
- 『獣医解剖アトラス 牛の解剖』望月公子 監訳（西村書店）
- 『ラットの解剖図譜』望月 公子 監修（学窓社）
- 『兎の解剖図譜 』R.バロン [ほか] 共著 望月公子訳（学窓社）
- 『兎の解剖図譜 』R.バロン [ほか] 共著 望月公子訳（学窓社）
- 『犬の解剖学　H.E.Evans ＆ G.C.Christensen（1979）』Philadelphia 望月公子監修（学窓社）
- 『光学・電子顕微鏡による　細胞と組織　1』Ｅ．Ｂ．サンドボーン, 望月　公子　監修, 牧田　登之　訳（東京大学出版会）
- 『光学・電子顕微鏡による　細胞と組織　2』Ｅ．Ｂ．サンドボーン, 望月　公子　監修, 牧田　登之　訳（東京大学出版会）

ほか